# Forsåstjärnen

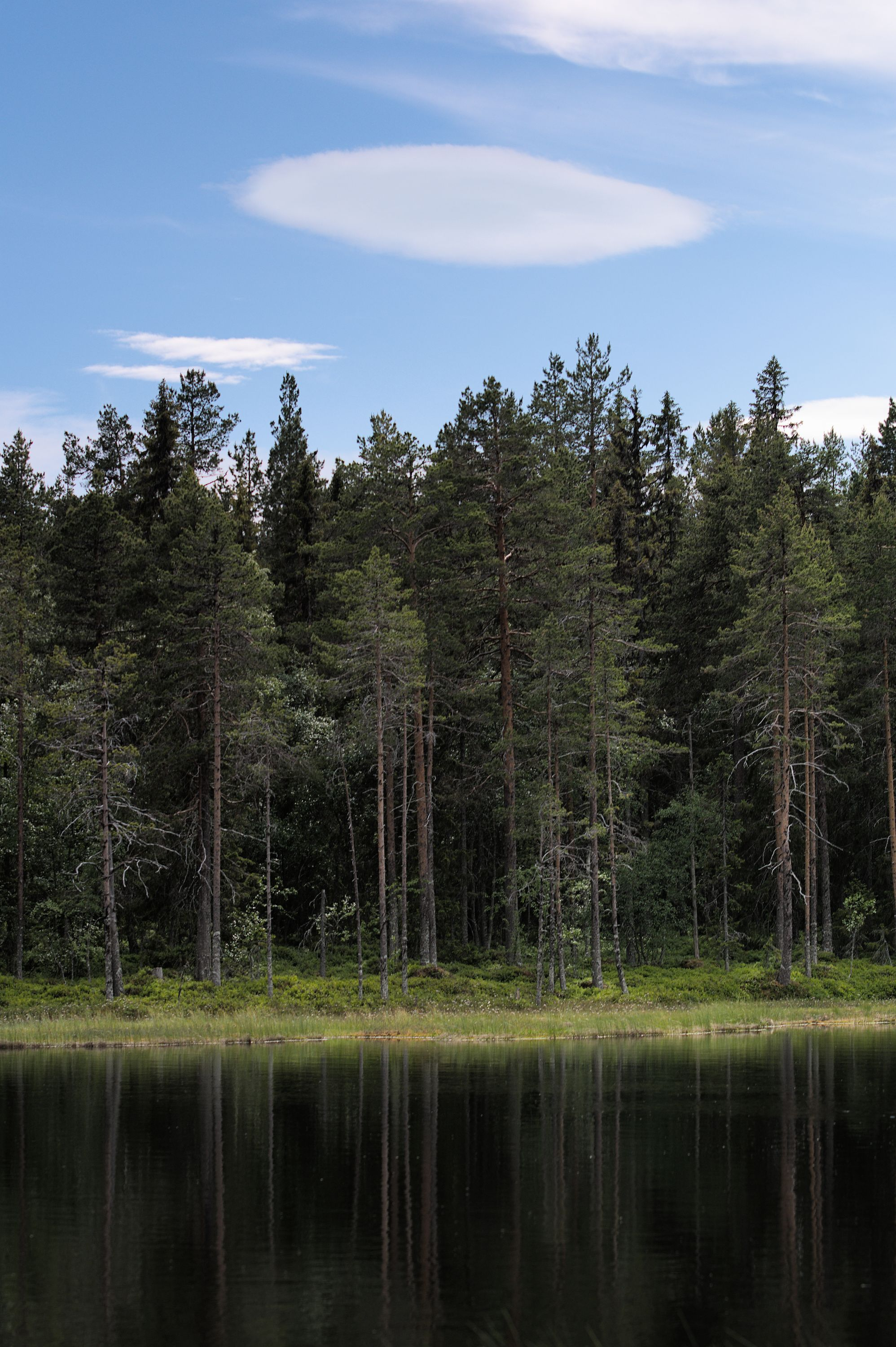
Vy över Forsåstjärnen

Forsåstjärnen är en sjö i Sollefteå kommun i Ångermanland och ingår i Ångermanälvens huvudavrinningsområde.